# Karolina Adamová
Karolina Adamová (* 15. března 1948 Mělník) je profesorka na Katedře právních dějin Právnické fakulty Univerzity Karlovy v Praze a vedoucí Katedry právních dějin Fakulty právnické Západočeské univerzity v Plzni, vědecká pracovnice Ústavu státu a práva Akademie věd. Vedle právních dějin se zabývá též politologií.
V roce 1994 byla také asistentkou ústavní soudkyně Ivany Janů.
V roce 2020 obdržela ocenění za celoživotní přínos pro rozvoj právní historie, které uděluje Evropská společnost pro právní dějiny, z.s.

## Publikace
- K historii evropského federalismu (1997)
- Politologie (s L. Křížkovským) (1997)
- Dějiny soukromého práva ve střední Evropě (2001)
- Rozhovory s kocourem Batulem o právní historii
- Úsvit moderního konstitucionalismu (2007)